# Philoscia bonariensis
Philoscia bonariensis är en kräftdjursart som beskrevs av Giambiagi de Calabrese 1935. Philoscia bonariensis ingår i släktet Philoscia och familjen Philosciidae. Inga underarter finns listade i Catalogue of Life.